# Liste der Traktormodelle der Allgaier Werke
Diese Liste der Traktormodelle der Allgaier Werke beinhaltet alle Traktormodelle, die zwischen 1947 und 1955 von den Allgaier Werken gefertigt wurden. Hauptsächlich stellte das Unternehmen Klein- und Universalschlepper mit Ein- und Zweizylindermotor her. Erst spät wurde auch ein Drei- und ein Vierzylindermodell angeboten.

## Bezeichnungsschema
- R steht für „robust“ und fand nur für die ersten beiden Modelle Verwendung.
- A steht für „Allgaier“.
- AP steht für „Allgaier System Porsche“.
- P steht für „Plantagenschlepper“.

Die anschließende Zahl gab die Motorleistung in PS an. Nicht immer stimmte die Zahl exakt mit der tatsächlichen Motorleistung überein.

## Modellübersicht
| Typ | Bauzeit       | Gewicht                 | Motor                                               | Getriebe                       | Reifen               | Bild |
| --- | ------------- | ----------------------- | --------------------------------------------------- | ------------------------------ | -------------------- | ---- |
| R 18 | 1947–1952     | 1600 kg                 | 1-Zylinder-Dieselmotor wassergekühlt 18 PS 1840 cm³ | Allgaier R 18 Gänge 4 V / 1 R  | v 5.50-16 h 8-20     |      |
| Erstes Modell des Herstellers; 1949 geringfügig überarbeitet. |               |                         |                                                     |                                |                      |      |
| R 22 | 1949–1952     | 1700 kg                 | 1-Zylinder-Dieselmotor wassergekühlt 22 PS 1840 cm³ | Allgaier R 18 Gänge 4 V / 1 R  | v 5.50-16 h 9-24     |      |
| Technischer Aufbau gleich wie R 18, allerdings 4 PS mehr und größere Hinterräder.                                                                                  |               |                         |                                                     |                                |                      |      |
| AP 17 | 1950–1954     | 950 kg ab 1951: 1000 kg | 2-Zylinder-Dieselmotor luftgekühlt 18 PS 1374 cm³   | ZF oder Getrag Gänge 5 V / 1 R | v 4.25-16 h 8.00-20  |      |
| 1951 geringfügig überarbeitet (u. a. Fahrwerk, Lenkung und Hydraulik) und als AP 17-51 weitergeführt. Auch als Schmalspurschlepper AP 17 S bzw. AP 17-51 S gebaut. |               |                         |                                                     |                                |                      |      |
| A 22 | 1950–1954     | 1711 kg                 | 1-Zylinder-Dieselmotor wassergekühlt 22 PS 1840 cm³ | Allgaier R 18 Gänge 4 V / 1 R  | v 5.50-16 h 9-24     |      |
| Auch als Schmalspurversion A 22 S gebaut. |               |                         |                                                     |                                |                      |      |
| A 30 | 1950          | 2000 kg                 | 2-Zylinder-Dieselmotor wassergekühlt 35 PS 3680 cm³ | Allgaier A 40 Gänge 6 V / 1 R  | v 6.00-20 h 11.25-24 |      |
| Wenig nachgefragtes Modell; wurde kurz nach Einführung wieder eingestellt.                                                                                         |               |                         |                                                     |                                |                      |      |
| A 40 | 1950–1954     | 2345 kg                 | 1-Zylinder-Dieselmotor wassergekühlt 40 PS 3680 cm³ | Allgaier A 40 Gänge 6 V / 1 R  | v 6.00-20 h 12.75-28 |      |
| Auch als A 40 Z mit 3980 cm³ und ZF-Getriebe; von 1952 bis 1954 gebaut und ging überwiegend in den Export.                                                         |               |                         |                                                     |                                |                      |      |
| A 12 | 1951–1955     | 950 kg                  | 1-Zylinder-Dieselmotor wassergekühlt 12 PS 1082 cm³ | ZF oder Getrag Gänge 5 V / 1 R | v 4.25-15 h 7.00-24  |      |
| Bei Erscheinen preiswertester Ackerschlepper seiner Klasse. |               |                         |                                                     |                                |                      |      |
| A 16 | 1952–1955     | 980 kg                  | 1-Zylinder-Dieselmotor wassergekühlt 16 PS 1192 cm³ | ZF oder Getrag Gänge 5 V / 1 R | v 4.25-15 h 8.00-24  |      |
| Ähnlich dem A 12, jedoch mehr Leistung. |               |                         |                                                     |                                |                      |      |
| A 24 | 1952–1955     | 1450 kg                 | 1-Zylinder-Dieselmotor wassergekühlt 24 PS 1990 cm³ | Allgaier R 18 Gänge 4 V / 1 R  | v 5.50-16 h 9-24     |      |
| Technischer Aufbau gleich wie A 22, allerdings 2 PS mehr und mehr Hubraum.                                                                                         |               |                         |                                                     |                                |                      |      |
| AP 22 | 1952–1955     | 1000 kg                 | 2-Zylinder-Dieselmotor luftgekühlt 22 PS 1531 cm³   | ZF oder Getrag Gänge 5 V / 1 R | v 4.50-16 h 8.00-24  |      |
| Auch als Schmalspurversion AP 22 S gebaut. Mit mehr als 15000 Einheiten einer der meistgebauten Schlepper der deutschen Nachkriegszeit.                            |               |                         |                                                     |                                |                      |      |
| A 111 | 1952 bis 1955 | 890 kg                  | 1-Zylinder-Dieselmotor luftgekühlt 12 PS 822 cm³    | Getrag Gänge 4 V / 4 R         | v 4.00-15 h 8.00-24  |      |
| Auch als A 111 L mit geänderter Motorhaube und A 111 V als Kurzversion gebaut.                                                                                     |               |                         |                                                     |                                |                      |      |
| A 133 | 1952 bis 1955 | 1840 kg                 | 3-Zylinder-Dieselmotor luftgekühlt 33 PS 2467 cm³   | ZF oder Getrag Gänge 5 V / 1 R | v 5.50-16 h 10-28    |      |
| Einziges 3-Zylinder-Modell von Allgaier. |               |                         |                                                     |                                |                      |      |
| A 122 | 1953 bis 1955 | 1250 kg                 | 2-Zylinder-Dieselmotor luftgekühlt 22 PS 1644 cm³   | ZF oder Getrag Gänge 5 V / 1 R | v 5.00-16 h 10-28    |      |
| Anfangs nur Export; mit rund 3000 Einheiten recht erfolgreiches Modell.                                                                                            |               |                         |                                                     |                                |                      |      |
| A 144 | 1953 bis 1955 | 2235 kg                 | 4-Zylinder-Dieselmotor luftgekühlt 44 PS 3288 cm³   | ZF A 17 Gänge 6 V / 1 R        | v 6.00-20 h 13-30    |      |
| Leistungsstärkster Allgaier-Schlepper; aufgrund starker Konkurrenz wenig Nachfrage.                                                                                |               |                         |                                                     |                                |                      |      |
| AP 16 | 1954–1955     | 1000 kg                 | 2-Zylinder-Dieselmotor luftgekühlt 16 PS 1374 cm³   | ZF oder Getrag Gänge 5 V / 1 R | v 4.50-16 h 8.00-24  |      |
| Preiswerte Version des AP 22. |               |                         |                                                     |                                |                      |      |
| P 312 | 1954          | 1275 kg                 | 2-Zylinder-Ottomotor luftgekühlt 30 PS 1820 cm³     | ZF oder Getrag Gänge 5 V / 1 R | v 4.50-10 h 8.00-24  |      |
| Spezialschlepper, der für den Einsatz in brasilianischen Kaffeeplantagen entwickelt wurde.                                                                         |               |                         |                                                     |                                |                      |      |

## Quelle
- Armin Bauer: Allgaier und Porsche-Diesel. Motorbuch Verlag, 2014, Stuttgart, ISBN 978-3-613-03097-8, Seite 18–53.